# Rio Canoa
Rio Canoa är ett vattendrag i Brasilien.   Det ligger i delstaten Roraima, i den norra delen av landet, 2 600 km nordväst om huvudstaden Brasília.
I omgivningarna runt Rio Canoa växer i huvudsak städsegrön lövskog. Trakten runt Rio Canoa är nära nog obefolkad, med mindre än två invånare per kvadratkilometer.